# Paul Turner (réalisateur)
Pour les articles homonymes, voir Paul Turner.
Paul Turner est un réalisateur et scénariste britannique né en décembre 1945 en Cornouailles et mort le 1er novembre 2019.

## Biographie
Paul Turner commence sa carrière en tant que cadreur et monteur. De 1971 à 1982, il travaille à la BBC.
Son film Hedd Wyn (1992) est le premier film britannique à être nommé pour l'Oscar du meilleur film en langue étrangère.
Paul Turner a eu deux filles lors de son premier mariage avec Sheila Ford. Il a eu 3 petits-enfants. Son second mariage était avec l'actrice galloise Sue Roderick. Il est mort en novembre 2019 à l'âge de 73 ans.

## Filmographie

### comme réalisateur
- 1988 : Becca (TV)
- 1991 : Ronnie Cadno
- 1992 : Hedd Wyn
- 1993 : My Pretty Valley
- 1994 : Wild Justice
- 1998 : Pork Pie

### comme scénariste
- 1994 : Wild Justice

## Récompenses et nominations

### Nominations
- Oscars
  - Hedd Wyn (1994) : nommé dans la catégorie Oscar du meilleur film en langue étrangère.